# A86 (motorväg, Tyskland)
A86 var en planerad motorväg i Tyskland. Den skulle förbinda Freiburg med Ulm. På grund av starkt motstånd mot dragningen tvärs genom Schwarzwald förkastades planerna på 1980-talet. Förbifarter byggs istället på Bundesstraße 31.